# Halfmetaal

Schematische weergave van halfmetaal

Een halfmetaal is een halfgeleider met een negatieve indirecte bandgap.
In deze materialen ligt de top van de valentieband hoger in energie dan de bodem van de geleidingsband maar die top en bodem liggen op een ander punt in de Brillouinzone. Het gevolg is dat er zowel grote aantallen gaten in de valentieband zijn als elektronen in de geleidingsband omdat het Fermipeil beide banden doorkruist. Dit leidt tot goede elektrische geleiding. In veel opzichten gedragen deze materialen zich dus als een metaal, maar in een echt metaal ligt het Fermipeil midden in één brede band en is er sprake van één soort ladingsdragers.
Het element tin is een goed voorbeeld van een halfmetaal. Ook koolstof kent een modificatie die een halfmetaal is, namelijk grafiet. Interessant is dat er een (hexagonaal) boornitride BN bestaat die vrijwel dezelfde structuur heeft als grafiet die echter een witte halfgeleider is met een kleine maar positieve bandgap. Beide stoffen bezitten een gedelocaliseerd stelsel pi-elektronen. De delocalisatie is verantwoordelijk voor de breedte van de band en de mobiliteit van ladingsdragers daarin, maar op zich niet voldoende om tot metalliek gedrag te voeren.
De figuur toont een schematische vergelijking van de ligging van de geleidings- en valentiebanden in  A) een directe halfgeleider, B) een indirecte halfgeleider en C) een halfmetaal.  De energie van de beide banden is afhankelijk van de golfvector k die hier slechts in een dimensie is weergegeven. De golfvector kan onder andere gezien worden als de impuls van de ladingsdrager. Een andere interpretatie is die van een (ruimtelijke) frequentie, omgekeerd evenredig aan de golflengte van het elektron, gezien als golfverschijnsel.